# Дель’Оро, Аделио
Аделио дель’Оро (итал. Adelio Dell’Oro; род. 31 июля 1948 года в Милане, Италия) — католический епископ, апостольский администратор Атырау с 7 декабря 2012 по 16 мая 2015. Епископ Караганды с 31 января 2015.

## Биография
Родился в 1948 году в Милане. 28 июня 1972 года был рукоположен в священники. Служил в Милане и Буччинаско. С 1997 года осуществлял священническое служение в Казахстане, где возглавлял казахстанское отделение Каритас и преподавал в карагандинской семинарии «Мария — Матерь Церкви». В 2009 году вернулся в Италию, где работал до 2012 года.
7 декабря 2012 года назначен апостольским администратором Атырау, Казахстан вместо подавшего в отставку епископа Януша Калеты. Одновременно с назначением в Атырау дель’Оро был возведён в сан титулярного епископа Кастуло. 2 марта 2013 года состоялось рукоположение в епископа, которое совершил миланский архиепископ кардинал Анджело Скола в сослужении с кардиналом Диониджи Теттаманци, ординарием архиепархии Пресвятой Девы Марии в Астане Томашем Пэтой и титулярным епископом Италики архиепископом Мигелем Маури Буэндиа.
Кроме родного итальянского языка разговаривает на русском и английском, а также знает латинский, греческий и французский языки.
31 января 2015 года Папой Франциском назначен епископом Караганды.